# Toyota FJ Cruiser
La Toyota FJ Cruiser è un fuoristrada prodotto dalla casa automobilistica giapponese Toyota dal 2006 al 2022.

## Storia
Presentato come concept car al North American International Auto Show nel gennaio 2003, la FJ Cruiser è stata poi sviluppata per la produzione in serie dopo aver riscosso opinioni favorevoli da parte dei consumatori e ha esordito in versione definitiva al North American International Auto Show nel gennaio 2005.

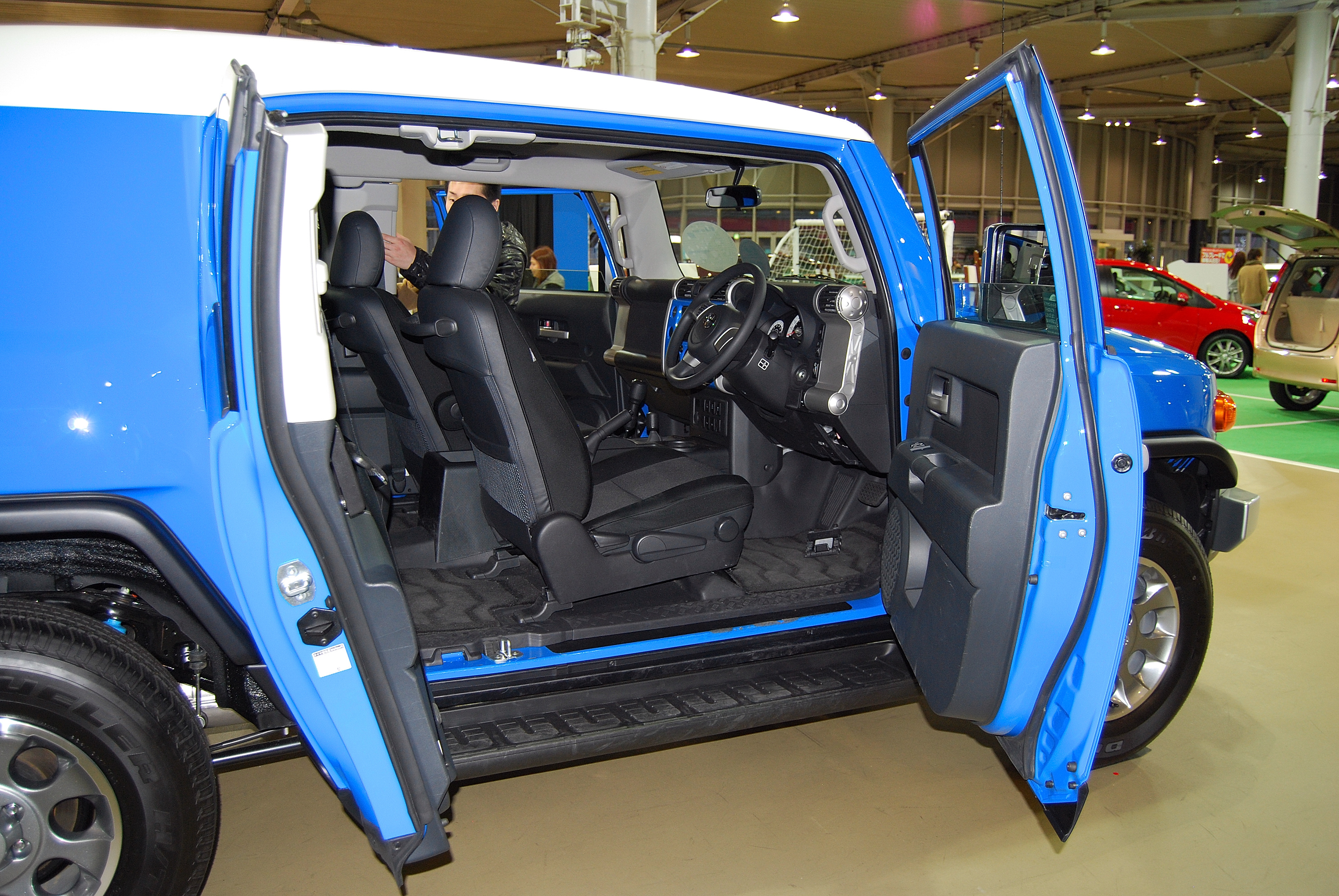
Apertura delle portiere ad armadio

La Toyota FJ Cruiser è stata costruita dalla controllata Toyota Hino Motors a Hamura in Giappone dal 2006 e condivide molte componenti telaistiche con la Toyota Land Cruiser Prado. Le vendite nel mercato giapponese sono incominciate il 4 dicembre 2010.
Il 5 novembre 2013, la filiale Toyota USA ha annunciato l'interruzione della vendita negli Stati Uniti con una versione speciale. Ha continuato a essere venduta in altri mercati come l'Australia fino all'agosto 2016. È ancora venduta in Medio Oriente a partire da agosto 2019.
La "Final Edition" della FJ Cruiser è stata rilasciata in Giappone il 12 settembre 2017. Le vendite della FJ Cruiser sono state sospese il 31 gennaio 2018 in Giappone. La produzione è continuata per i mercati del sud est asiatico e del medio oriente fino al dicembre 2022 quando è uscita di produzione.
Esteticamente la FJ Cruiser riprende lo stile della Toyota Land Cruiser FJ40 degli anni 70, soprattutto all'anteriore con i fari rotondi inglobati in una calandra dalla tonalità bianca. Il motore è un	4,0 litri 1GR-FE V6 montato longitudinalmente e dotato di trazione posteriore o integrale. Un'altra caratteristica sono le portiere che sono ad apertura ad armadio e la mancanza di un montante centrale.